# Micro ribbon

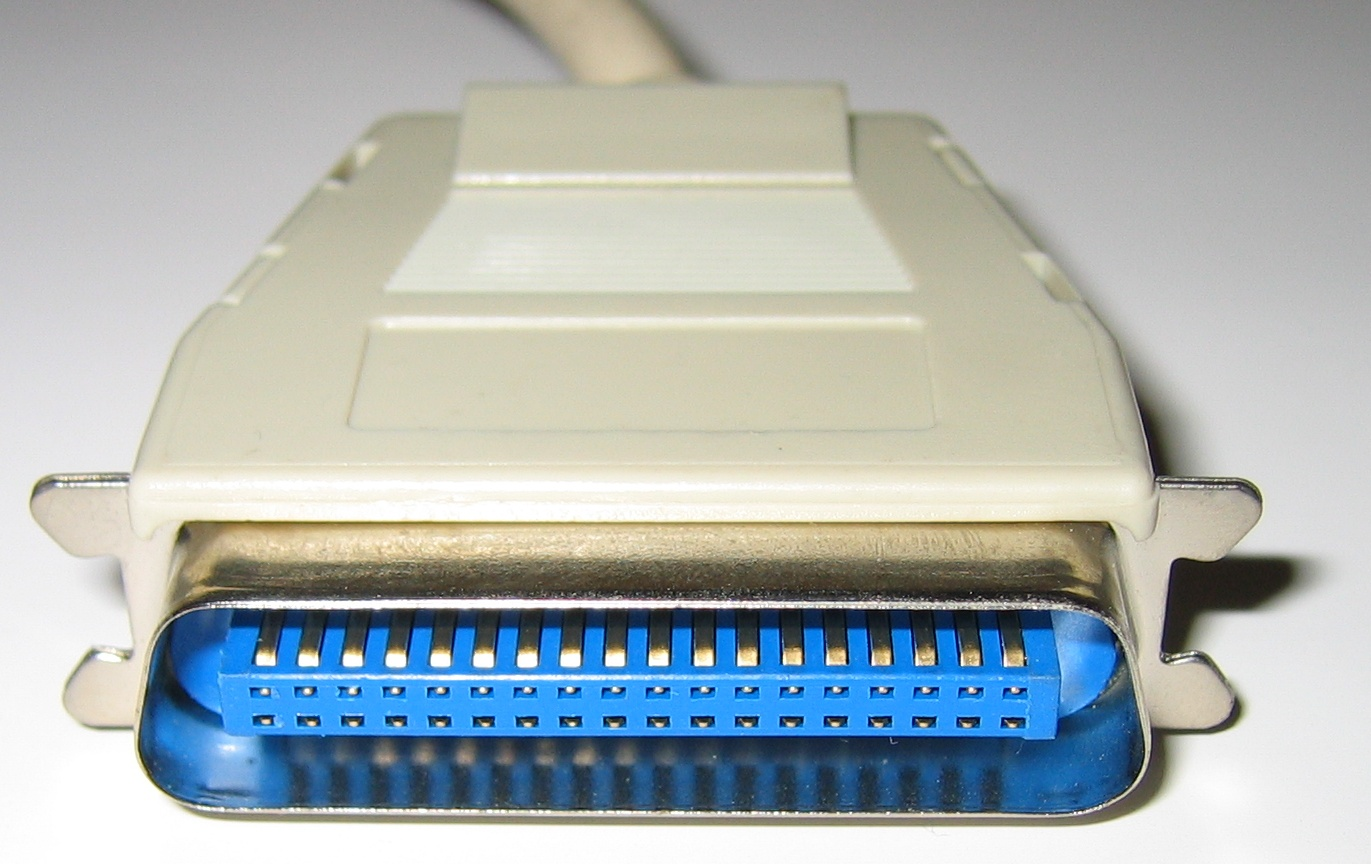
Conector macho micro ribbon de 36 pines en un cable.

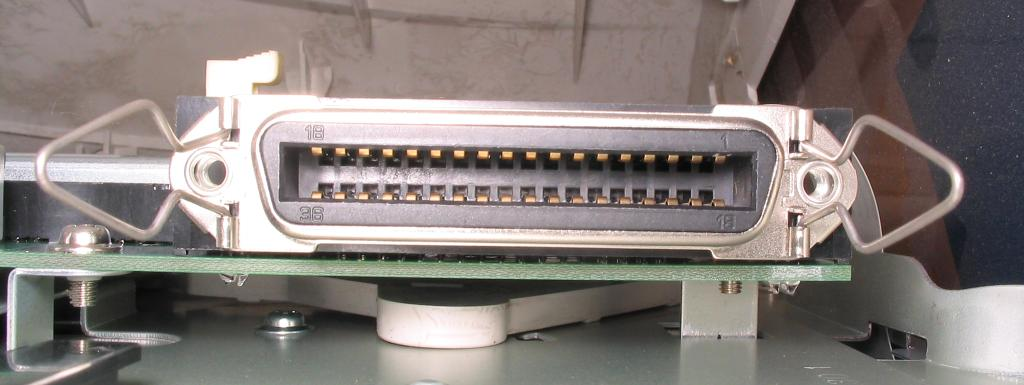
Conector hembra micro ribbon de 36 pines en una placa de circuito impreso.

El conector micro ribbon (conector de micro cinta) es un tipo de conector eléctrico utilizado sobre todo en ordenadores y aplicaciones de telecomunicaciones. Popularmente conocido como el conector Centronics debido a su uso en la interfaz de puerto paralelo usada por Centronics y luego devenida en estándar, se le llama también conector Telco, Amphenol, par 25, Delta ribbon o CHAMP. Aunque inventado por Amphenol [cita requerida], muchas empresas lo producen hoy en día, como AMP Inc. e Hirose Electric Group.

## Descripción
Un conector micro ribbon contiene dos filas paralelas de pines dentro de una carcasa blindada electromagnéticamente. Existen variantes de 14, 24, 36, 50 y 64 pines, para montar en circuitos impresos, paneles, o terminaciones de cables. El contacto se logra por medio de soldadura, crimpado o inyectado en aislamiento eléctrico. Los conectores hembra disponen de piezas de fijación para asegurar la sujeción del conector macho. en el sector de telecomunicaciones se acostumbra a usar en su lugar tornillos pues un conector suelto tendría un gran impacto.

## Aplicaciones
- Conector de 24 pines : Interface IEEE 488 (GPIB)
- Conector de 36 pines : Interface paralela IEEE 1284
- Conector de 50 pines : Interface SCSI-1; "conector telco" (sistemas de telefonía)